# Дубинин, Игорь Николаевич
Игорь Николаевич Дубинин (11 декабря 1917, Екатеринослав — 20 декабря 1980, Харьков) — украинский советский музыковед, педагог. Специализировался на гармонии и методике её преподавания. Автор вузовских учебников по этой дисциплине. Внедрял на Украине методику обучения, начало которой положено П. И. Чайковским.

## Биографические сведения
Музыкальное обучение начал как пианист, учился у профессора Л. Фаненштиля.
В 1945 окончил теоретико-композиторский факультет Харьковской консерватории по классу М. Д. Тица.
В 1945-1948 и 1957-1980 преподавал в Харьковской консерватории — Институте искусств им. И. П. Котляревского (в должности доцента кафедры теории музыки).
В 1945-1980 преподаватель специальной музыкальной школы при Консерватории(ХССМШ-и). С 1946 также преподавал в отдельные годы в Харьковском музыкальном училище.
Среди учеников: Л. Десятников, Л. Колодуб, М. Черкашина, Г. Ганзбург, М. Имханицкий.

## Семья
Сын Игорь Дубинин также стал музыкантом - преподавателем отдела теории музыки в Харьковском государственном музыкальном лицее.  Преподаёт гармонию, сольфеджио, элементарную теорию музыки и музыкальную литературу.

## Основные труды
- Дубінін І. М. Гармонія. — Київ: Музична Україна, 1968. — 134 с.
- Дубінін І. М. Гармонія. В 2 ч. — Київ: Музична Україна, 1981, 1982.